# Alpstein (Hosbach-Sontra-Bergland)
Der Alpstein im nordhessischen Werra-Meißner-Kreis ist ein erloschener Vulkan aus dem Miozän, einem Zeitalter des Tertiärs, dessen Magma nicht an der Oberfläche austrat, sondern im Buntsandstein stecken blieb und dort langsam erstarrte. Stetige Erosionsprozesse in späteren Zeitabschnitten der Erdgeschichte ließen das weichere Nebengestein um und über dem vulkanischen Pfropfen verwittern und legten ihn nach und nach frei. Heute liegt der Alpstein mindestens 100 m unterhalb der damaligen Erdoberfläche. Alle früher darüber lagernden Gesteinsschichten sind abgetragen worden.
Vermutlich ab Ende des 18. Jahrhunderts wurde an der in der Landschaft zurückgebliebenen Kuppe ein Steinbruch betrieben und Basalt gebrochen. Das gewonnene Schottermaterial ist für den Bau der großen Handelsstraßen in der Region genutzt worden. Auch beim Unterbau der Gleise der Eisenbahnstrecke von Bebra nach Göttingen wurde er verarbeitet. Der Abtransport der Basalte erfolgte zuerst über Mitterode, später über Kirchhosbach.
Um 1930 wurde der Alpstein zu einem Naturdenkmal erklärt, in dieser Zeit endeten die Arbeiten. Der inzwischen verwachsene ehemalige Steinbruch, der eine Länge von rund 70 m, eine Breite von 30 m und eine Höhe von etwa 35 m besitzt, wird in der Aufstellung der Geotope im Werra-Meißner-Bergland gelistet. Der teilweise abgebaute, in einem Gang im Buntsandstein aufsitzende Schlot eines Alkalibasaltes wird als erdgeschichtliche Bildung, die Erkenntnisse über die Entwicklung der Erde vermittelt und das Wirken geologischer Kräfte zeigt, geschützt.

## Lage
Mit einer Höhe von 399 Metern erhebt sich der Alpstein östlich der Landesstraße 3459 in der Gemarkung von Kirchhosbach, einem Stadtteil von Waldkappel und erstreckt sich nach Osten bis in das Gebiet des Sontraer Stadtteils Mitterode. Der Bereich befindet sich im „Geo-Naturpark Frau-Holle-Land“ und wird in der naturräumlichen Gliederung Deutschlands der Untereinheit Hosbach-Sontra-Bergland (357.90) des Sontraer Berglands (357.9) zugeordnet, das zu dem Fulda-Werra-Bergland (357) in der Haupteinheitengruppe des Osthessischen Berglands gehört.
Das Gelände um den Alpstein liegt in einem der vielen Teilbereiche des Fauna-Flora-Habitat-Gebiets „Werra- und Wehretal“ mit der Gebietsnummer 4825-302 und dem WDPA-Code 555520187. Das mit einer Fläche von rund 24.500 Hektar größte Natura 2000-Gebiet Hessens hat als wesentlichen Schutzzweck die Sicherung der Jagdreviere des Großen Mausohrs und der Bechsteinfledermaus in den großen zusammenhängenden Buchenwäldern zum Ziel. Beide Fledermausarten gehören zu den in Anhang II der FFH-Richtlinie gelisteten Tier- und Pflanzenarten von gemeinschaftlichem Interesse, die nach Gesetzen der Europäischen Union geschützt sind und für deren Erhaltung besondere Schutzgebiete eingerichtet werden müssen.

## Geologische Bedeutung

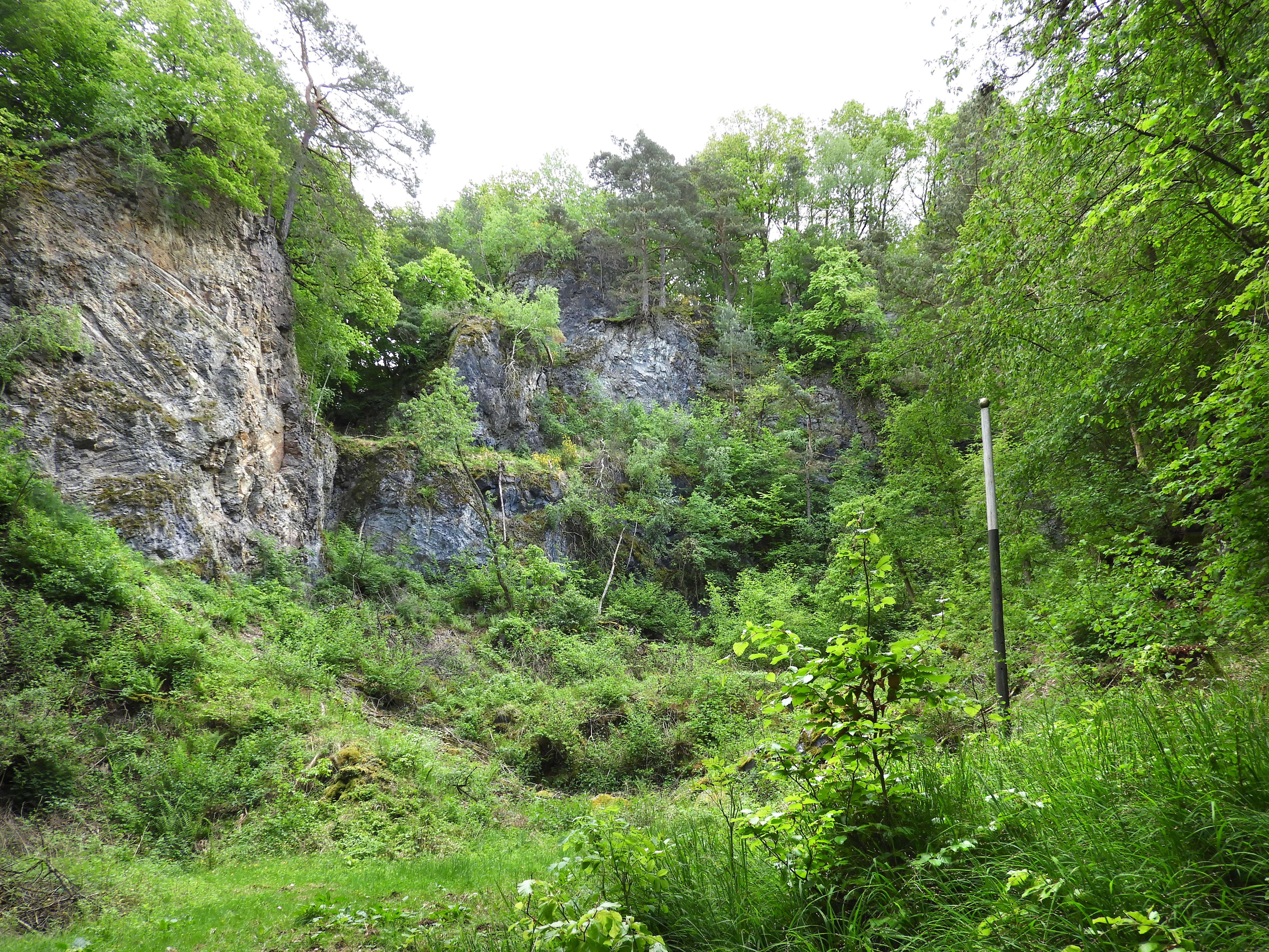
Das inzwischen zugewachsene Innere des Steinbruchs

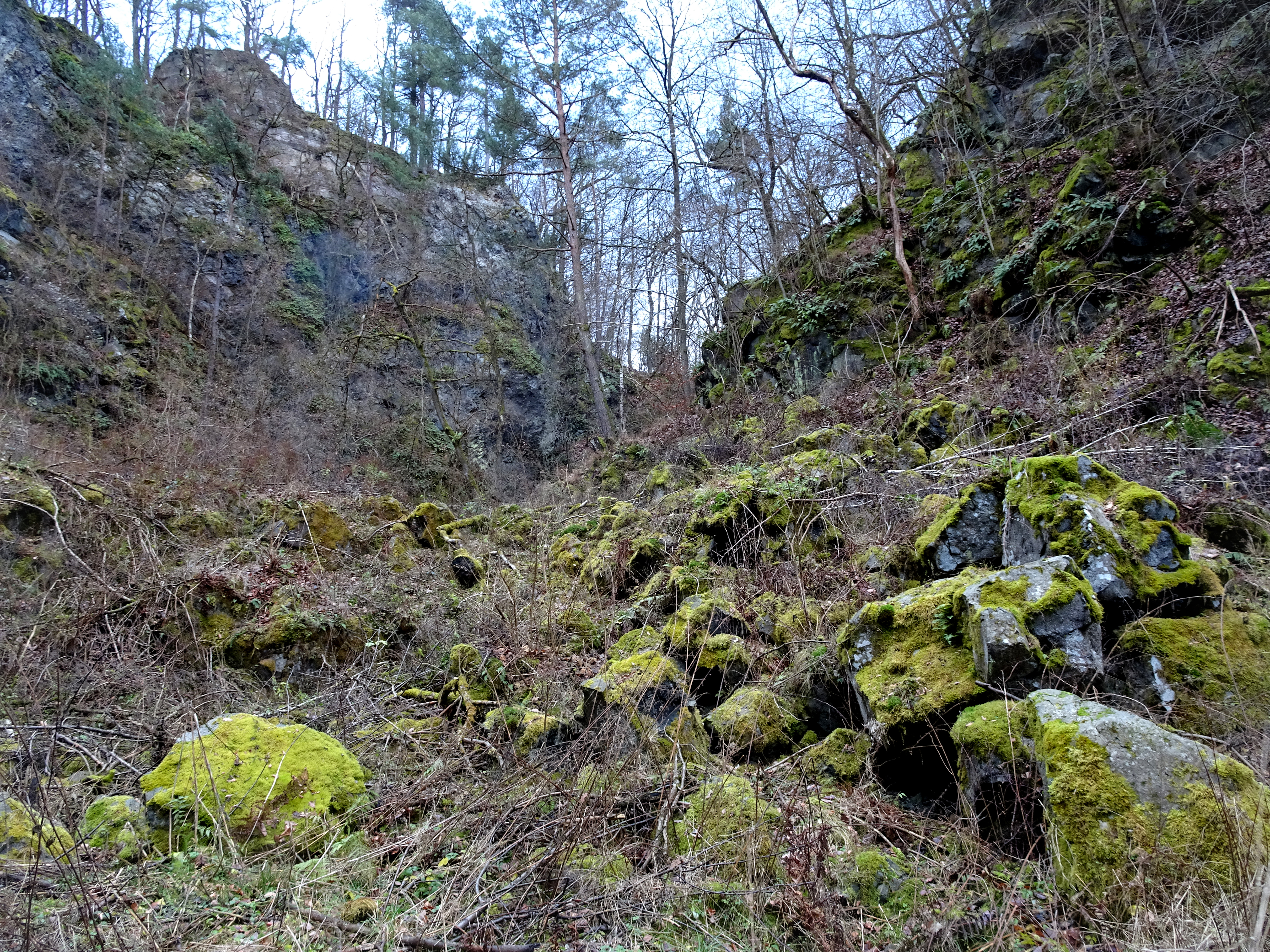
Im nördlichen Bereich

Die Besonderheit des erloschenen Vulkans liegt nicht nur in der Wirkung des glutflüssigen Magmas auf den umgebenden Buntsandstein. Wie auch die weitaus bekanntere Blaue Kuppe, die rund 10 km entfernt im Stadtgebiet von Eschwege liegt, war der Alpstein einst ein überregional bekanntes Naturphänomen. Mit ihnen beschäftigten sich in der ersten Hälfte des 19. Jahrhunderts renommierte Wissenschaftler im Zwist über die Herkunft der Basalte. In dieser Zeit stritten Neptunisten und Plutonisten, auch Vulkanisten genannt, um die richtige Theorie zur Entstehung der Gesteine. Die einen vertraten die Ansicht sie seien als Meeresablagerungen entstanden, die anderen schrieben die Herausbildung vulkanischer Tätigkeit zu. Vor allem die Blaue Kuppe erregte besonderes Interesse, da sie den Vertretern beider Richtungen Argumente lieferte.
Der Geologe und Mineraloge Friedrich Moesta besuchte für seine „Erläuterungen zur geologischen Specialkarte von Preussen und den Thüringischen Staaten“ in der zweiten Hälfte des 19. Jahrhunderts den Alpstein, als dieser durch den langjährigen Abbau schon sehr verkleinert war. Er hielt ihn für so vorzüglich aufgeschlossen, dass nur „wenige Punkte einen gleich sehenswerten Einblick in die Beziehungsverhältnisse einer Eruptionsmasse zu ihrem Nebengesteine bieten dürften“.

„Man beobachtet die Einwirkung des einstmals feurigflüssigen Ergusses auf den bunten Sandstein durch alle Grade der Intensität, von einer schwachen Frittung bis zum völligen Schmelzflusse. Die zusammengeschmolzenen Massen von oft mehreren Cubikmetern Inhalt, geben in helleren und dunkleren, grauen und grüngrauen Streifen, den geringeren oder grösseren Eisenoxyd-Gehalt wieder zu erkennen, welcher in den einzelnen dünnen Schichten des Sandsteines enthalten war. Bei noch vollkommnerer Schmelzung ziehen diese Bänder wolkenartig verschwommen durch einander und geben das Bild einer vollkommen glasigen Schlacke. Auch die Erstarrungserscheinung des Magmas zu Basalt in der äusseren Zone, übergehend zu Dolerit gegen das Centrum, ist gut beobachtbar, wenngleich die makrokrystallinische Ausbildung einen nicht sehr vollkommenen Grad erreicht.“

## Besucherhinweis

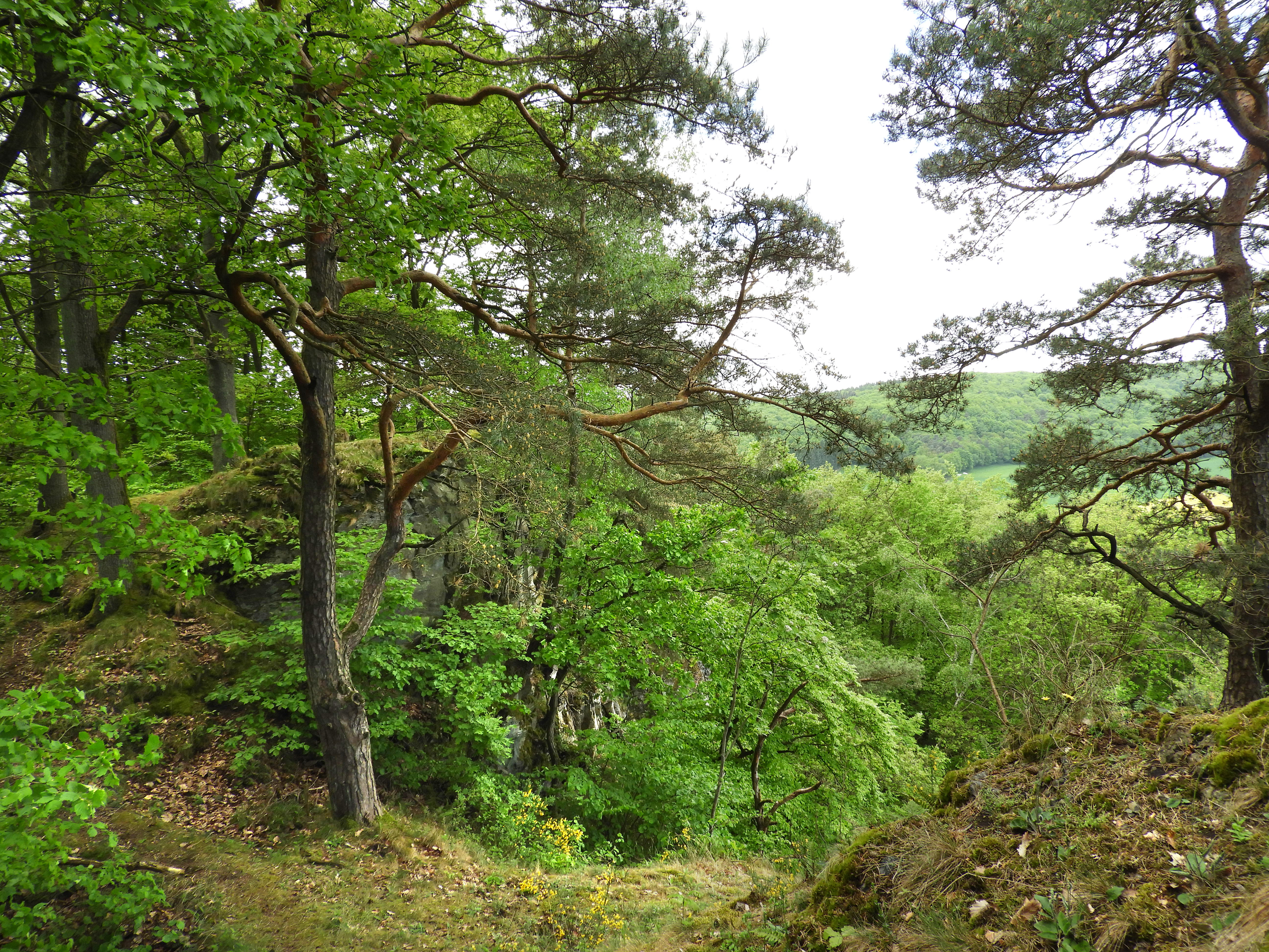
Trampelpfad auf der Kuppe des Alpsteins

Über den Alpstein verlaufen die Fernwanderwege „Frau-Holle-Pfad“ und „Barbarossaweg“:
- Der „Frau-Holle-Pfad“ mit dem Wegzeichen X4 führt rund 185 km lang von dem südniedersächsischen Bad Karlshafen über den Hohen Meißner in das nordhessische Schenklengsfeld. Benannt wurde der Wanderweg nach Frau Holle, zu deren vielfältigen Erscheinungsformen die Betten schüttelnde Märchenfigur in Grimms Märchen ebenso gehört wie die Muttergottheit und das Unterweltwesen alter Zeiten.
- Der „Barbarossaweg“ X8 verbindet von Korbach 326 km lang den Kyffhäuser mit Städten, Klöstern und Burgen die Kaiser Friedrich I., genannt Barbarossa im Laufe seiner Regentschaft im 12. Jahrhundert aufgesucht hatte.
- Auf gleicher Wegstrecke wie der X8 verlaufen hier der „Wanderweg der Deutschen Einheit“ mit einer Länge von rund 1.080 km, von der östlichsten deutschen Stadt Görlitz bis in die westlichste deutsche Stadt Aachen sowie
- der fast 200 km lange Pilgerweg „Elisabethpfad 2“, der von Wartburg bei Eisenach bis an das Grab der heiligen Elisabeth in der Elisabethkirche in Marburg führt.[8]
- Ebenfalls entlang des X8 wurde der Kunstwanderweg „Ars Natura“ eingerichtet. Mit dem Ziel „Erholung durch Wandern und künstlerisches Erlebnis im Galerieraum Natur“ wurden die künstlerischen Arbeiten ortsbezogen an den Wegen aufgestellt.[9] Die neunte Teilstrecke von Waldkappel zum Alpstein thematisiert unter dem Motto „Zauberwälder“ die Märchen der Frau Holle. In dem aufgelassenen Steinbruch des Alpsteins wurde der „Zauberstab - …weißt du zu wünschen?“ der rheinhessischen Künstlerin Usch Quednau installiert.[10]

Auf der Kuppe des Alpsteins steht eine Schutzhütte, die im Jahr 2013 von den „Alten Kameraden“ Kirchhosbachs erbaut wurde.